# 1938年のル・マン24時間レース

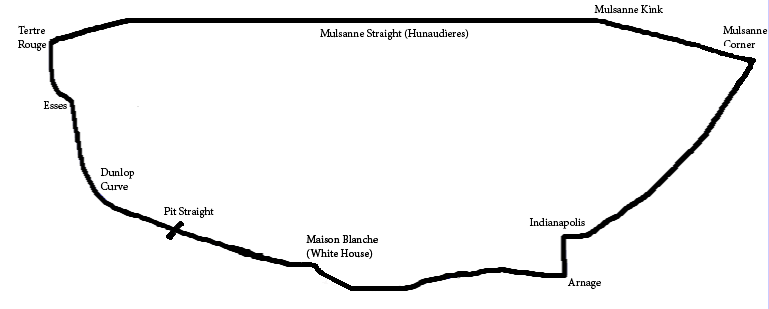
1938年のコース

1938年のル・マン24時間レース（24 Heures du Mans 1938 ）は、15回目のル・マン24時間レースであり、1938年6月17日から6月18日にかけてフランスのサルト・サーキットで行われた。

## 概要
出走したのは42台。この年もフランス車が主役であった。完走したのは15台。
ユジューヌ・シャボー（Eugène Chaboud ）/ジャン・トレムレ（Jean Trémoulet ）組のドライエ・135CSの15号車が24時間で3180.940kmを平均速度132.539km/hで走って優勝した。2位もドライエ・135CSの14号車。